# Британська Центральна Африка
Британська Центральна Африка — колишній британський протекторат існувавший на терені сучасного Малаві у 1893 — 1907.
Терен нагір'я Шир на південь і на захід від озера Ньяса входив в сферу інтересів Британії, з часів досліджень Девіда Лівінгстона в 1850-х роках, комерційні інтереси почали просувати протягом 1880-х рр.. У 1889 році, після англо-португальської кризи за контроль над краєм, Велика Британія оголосила створення протекторату нагір'я Шир, поширивши його на терен протекторату Ньясаленд в 1891 році, і перейменувавши його на протекторат Британська Центральна Африка в 1893 році.
Кава була головним джерелом наповнення казни.
Блантайр був економічним і культурним центром протекторату, а Зомба на нагір'ї був адміністративним центром.
Назву протекторату було змінено на протекторат Ньясаленд 6 липня 1907.